# N-532
La Carretera Nacional 532 es una vía terrestre española que comunica Verín con Portugal. 
Se inicia en la localidad de Verín, en su cruce con la carretera N-525. Es una carretera convencional con un carril en cada sentido de circulación.
Desde el año 2010 ha dejado de ser el acceso principal a Portugal con la puesta en servicio de la autovía A-75, que enlaza la autovía A-52 con la frontera portuguesa en Feces de Abajo. La autopista portuguesa que le da continuidad se denomina A24, aunque la N-532 accede a Portugal por la carretera antigua, también convencional, N-103-5.
Forma parte de la ruta europea E-801.

## Itinerario
|  | RP2q | RP2sRP2 | RP2q |

|  |  | uSTRb + RP2 |

|  | RP2q | RP2xRP2 | RP2q |

|  |  | uSTRb + RP2 |

|  |  | RP2O-w-F | RP2q |

|  | RP1+l | RP1ORP2s-G | RP1+r |

|  | RP4nswRP1 | RP2uRP4 | RP4nseRP1 |

|  | RP1l | RP1ORP2n-F | RP1rf |

|  | RP2q | RP2O-G | RP2yRP4q |

|  | RP2q | RP2O-e |  |

|  |  | RP2 |

|  |  | RP2ensRP2 | RP2q |

|  |  | uSTRb + RP2 |

|  |  | RP2 |

|  | RP2q | RP2wnsRP2 |  |

|  |  | RP2ensRP2 | RP2q |

|  |  | RP2ensRP2 | RP2q |

|  |  | RP2 |

|  |  | uSTRb + RP2 |

|  |  | RP2 |

|  |  | RP2 |

|  | lGRZq | RP2+GRZq | lGRZq |

|  |  | RP2 |

|  |  | RP2 |

- Datos: Q2919233